# یوهان گودینوس
یوهان گودینوس (انگلیسی: Johann Gudenus؛ زادهٔ ۲۰ ژوئن ۱۹۷۶) سیاست‌مدار پیشین اهل اتریش است که در سمت معاون حزب آزادی اتریش فعالیت داشت. گودینوس بدنبال رسوایی ایبیزا در مه۲۰۱۹ از تمامی سمت‌های سیاسی خود کناره‌گیری کرد.